# جان جنسن (لاعب كرة قدم)
جان جنسن (بالدنماركية: Jann Jensen)‏ هو لاعب كرة قدم ومدرب كرة قدم دنماركي، ولد في 22 فبراير 1969 في أودنسه في الدنمارك. شارك مع منتخب الدنمارك تحت 17 سنة لكرة القدم ومنتخب الدنمارك تحت 21 سنة لكرة القدم. أما مع النوادي، فقد لعب مع نادي أودنسه ونادي سوندرييسكه ونادي فولفسبورغ ونادي كولن.

## وصلات خارجية
- جان جنسن على موقع قاعدة بيانات كرة القدم.إي يو (الإنجليزية)
- جان جنسن على موقع بيانات كرة القدم. دي إي (الألمانية)
- جان جنسن على موقع عالم كرة القدم.نت (الإنجليزية)